# يارعلي عليا (مقاطعة دلفان)
يارعلي عليا (بالفارسية: یارعلی علیا) هي قرية تقع في قسم نورعلي الريفي (مقاطعة دلفان) في إيران. يقدر عدد سكانها بـ 0 نسمة بحسب إحصاء 2016.